# Burgwedelau
Die Burgwedelau ist ein ca. 2,1 Kilometer langer Bach in Hamburg-Schnelsen und Bönningstedt. Sie ist ein Nebenfluss der Mühlenau (Pinnau). Sie wurde Ende der 1980er-Jahre verlegt.

## Verlauf
Sie entspringt offen und zugänglich an der Autobahnabfahrt Schnelsen-Nord der A7. Danach verläuft sie weiter Richtung Norden und dann Richtung Westen, unterquert die Straße Wunderbrunnen und dann wieder Richtung Norden, durchquert ein Rückhaltebecken bei IKEA Schnelsen und macht dann einen Schlenker nach Süden, letztendlich wieder Richtung Westen. Sie unterquert den Bönningstedter, den Gretelstieg, den Hänselstieg sowie den Königskinderweg. Danach verläuft sie wieder nach Norden, unterquert den Goldmariekenweg, den Hans-Adolf-Weg und weiter durch ein Rückhaltebecken an einer Insel vorbei. Dabei nimmt sie den aus westlicher Richtung kommenden Nebengraben auf. Sie unterquert den Grothwisch, verläuft wieder nach Westen und dann nach Norden über die Landesgrenze zwischen Hamburg und Schleswig-Holstein (Bönningstedt). Sie folgt kurz einer Bahnstrecke und mündet dann in die Mühlenau.

## Nebengraben

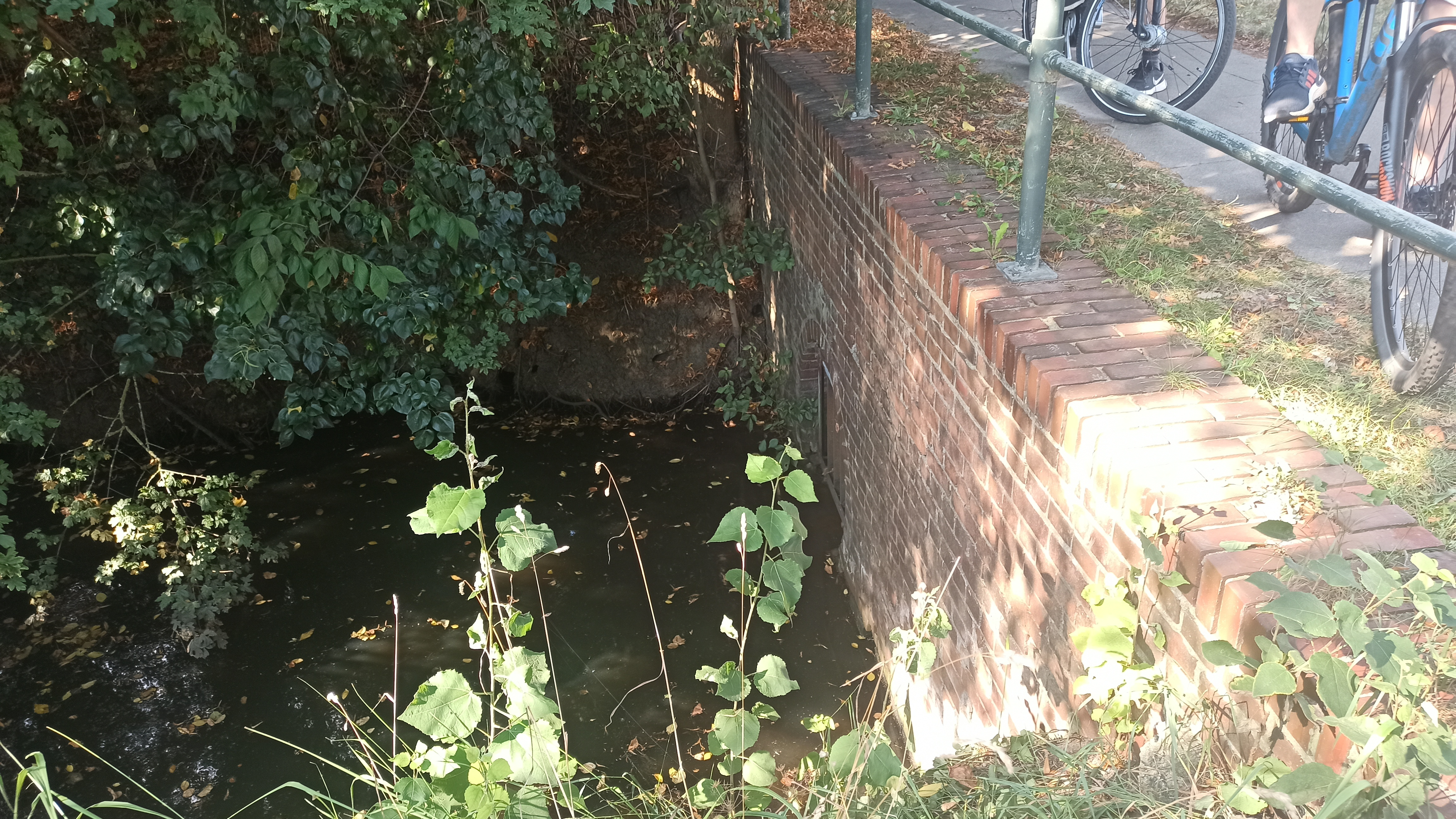
Quelle des Burgwedelau-Nebengrabens am Königskinderweg

Der Burgwedelau-Nebengraben ist knapp 1 km lang. Er entspringt am Königskinderweg, verläuft vollständig durch einen Park und mündet im Westen eines Rückhaltebeckens in die Burgwedelau.